# Dalj
Dalj (serbe : Даљ, hongrois : Dálya, allemand : Dallia, latin : Teutoburgium) est un village situé dans le comitat de Osijek-Baranja, en Croatie. Il se trouve sur le Danube, près de la confluence entre la Drave et le Danube, à la frontière avec la Serbie. Il est situé sur la route D519 (en), au sud de l'intersection avec la route D213 (en) et la voie ferrée Vukovar-Erdut. Le village est habité par des Serbes et comptait 4 689 habitants au recensement de 2001.
Administrativement, elle fait partie de la municipalité d'Erdut, dans le comitat d'Osijek-Baranja. Bien que le nom de la municipalité soit Erdut, Dalj est la plus grande agglomération de la municipalité et son centre administratif, culturel et économique.

## Histoire

### Préhistoire
Un site archéologique scordique se trouve à Dalj, datant de la fin de la culture de la Tène. Il a été excavé dans les années 1970-1980 dans le cadre de fouilles de sauvetage dans l'est de la Croatie. Le site archéologique fait partie d'un ensemble de sites scordiques situés dans la région de Vinkovci.
Il est situé à l'emplacement d'un ancien fort romain nommé Teutoburgium.

### Guerre d'indépendance croate
Durant la Guerre d’indépendance croate, le village est le théâtre du massacre de Dalj (en), voyant la mort de 39 prisonniers de guerre en août 1991. Les prisonniers étaient des policiers croates, des troupes de la Garde nationale croate ainsi que des hommes de la Défense civile, tués après que l'Armée populaire yougoslave et des paramilitaires serbes (en) se soient emparés de Dalj le 1er août. Goran Hadžić, chef politique des Serbes de Croatie à l'époque, a été accusé de crimes de guerre par le Tribunal pénal international pour l'ex-Yougoslavie en raison de ces atrocités.
Le TPIY a également accusé Hadžić d'avoir détenu illégalement des centaines de civils au poste de police de Dalj et dans un hangar situé près de la gare ferroviaire du village. Les détenus ont été battus et ont subi des violences physiques. Après avoir été diagnostiqué malade en phase terminale, le procès d'Hadžić a été interrompu en 2015. Il est décédé en juillet 2016.

## Démographie
Selon le recensement de 2011 la municipalité d'Erdut (dont fait partie Dalj) a une population de 7 308 habitants. La population municipale est composée de Serbes (55,56 %), de Croates (37,96 %) et de Hongrois (5,06 %).

## Éducation
Le lycée de Dalj est un lycée public. L'établissement offre aux élèves les programmes éducatifs suivants : économie, commerce (en serbe), technique agricole.

## Personnalités notables
- Milutin Milanković, scientifique serbe